# هاري فولتون ماكليود
هاري فولتون ماكليود هو سياسي كندي، ولد في 17 سبتمبر 1871 في فريدريكتون في كندا، وتوفي بنفس المكان في 7 يناير 1921. نشط حزبياً في حزب كندا المحافظ. وقد انتخب عضو مجلس العموم الكندي.